# Świat (dwutygodnik)
Świat – ilustrowany dwutygodnik literacko-artystyczny wydawany w Krakowie przez Zygmunta Sarneckiego w latach 1888–1892 i 1893–1895 (w roku 1892 wydawał go we Lwowie Ignacy Nikorowicz) i drukowany w oficynie wydawniczej Wacława Z. Anczyca, syna Władysława L. Anczyca. Z pismem współpracowali m.in. Kazimierz Przerwa-Tetmajer, Jan Kasprowicz, Zenon Przesmycki, Antoni Lange i Lucjan Rydel. W czasopiśmie tym po raz pierwszy w Polsce zamieszczano kolorowe reprodukcje dzieł sztuki, m.in. Grottgera i Matejki.